# 4341 Poseidon
Poseidon (asteroide 4341, com a designação provisória 1987 KF) é um asteroide cruzador de Marte. Possui uma excentricidade de .679556753663307--- e uma inclinação de 11.8542º.
Este asteroide foi descoberto no dia 29 de maio de 1987 por Carolyn Shoemaker no Observatório Palomar.
Este asteroide recebeu este nome em homenagem ao deus Poseidon da mitologia grega.